# Crkva Presvijetlog Srca Isusova u Brčkom
Crkva Presvijetlog Srca Isusova  je središnja rimokatolička crkva u Brčkom, u Bosni i Hercegovini. Pripada Vrhbosanskoj nadbiskupiji. 

## Povijest
Izgradnja prve katoličke crkve u Brčkom započela je 1883, a dovršena 1885. godine. Ova crkva je nazvana crkvom sv. Mihovila arhanđela. U Prvom svjetskom ratu teško je stradala. Nova crkva izgrađena je pored stare crkve 1933. godine po projektu Karla Paržika jednog od vodećih arhitekata historicizma u arhitekturi Bosne i Hercegovine krajem 19. i početkom 20. vijeka. Godine 1934. dograđena je i druga sakristija i dobiva naziv crkva Presvetog Srca Isusova. Karlo Paržik je projektovao za katoličku crkvu u Bosni i Hercegovini u periodu od 1921. do 1937. godine
Tokom rata Bosni i Hercegovini, zajedno sa župnim dvorom, bila je granatirana, nakon čega je opljačkana i oštećena. Sada su uz pomoć Vlade Brčko distrikta popravljeni, a i dalje se radi na uređenju. Projekt rekonstrukcije interijera, kojeg su projektirali arhitekti Juro Pranjić i Ana Bosankić, odabran je među 18 najboljih arhitektonskih projekata iz cijele Bosne i Hercegovine na tradicionalnoj izložbi Collegium artisticum 2018 – Arhitektura.
Proglašena je za nacionalni spomenik Bosne i Hercegovine 2009. godine. Nacionalni spomenik se sastoji od: crkve Presvijetlog Srca Isusova sa zidnim slikarstvom, župnog dvora, pomoćnih objekata s crkvenim dvorištem i pokretnog nasljeđa koga čini osam drvenih polikromiranih skulptura.

## Opis
Historicistički pristup prisutan je u raščlanjivanju fasada i oblikovanju otvora, a originalan otklon uočava se u oblikovanju nekih detalja. Ova građevina, ožbukane fasade, najbogatija je po plastičnoj dekoraciji od svih Paržikovih objekata iz ovog perioda izgrađenih u Bosni i Hercegovini.
Prostorno je koncipirana kao trobrodna (s centralnim brodom višim u odnosu na bočne brodove) zasvođena bazilika, s polukružnom oltarskom apsidom. Crkva u dispozicionom smislu ima: glavni brod s narteksom, krstionicu postavljenu lijevo od ulaza, dok se desno od ulaza nalazi stepenište za toranj i korsku galeriju iznad narteksa, naos, bočne brodove, prostor svetilišta – oltar, iznutra polukružne osnove, dok je s vanjske strane pravougaonog oblika i dvije sakristije.
Za izradu fresaka i zidne dekoracije bio je angažiran Albert Gruber. Umjetnik je zidne površine odvojio tako što je na stropu oslikao svece unutar samostalnih polja nalik medaljonima, dvije epizode iz Kristova života te dvije epizode u genre maniri. Zanimljivo je da je Gruber koristio vlastiti lik za prikaz Krista. Pošto je crkvu dao izgraditi biskup Ivan Šarić, njegov lik s modelom crkve u podignutim rukama prema Kristu prikazan je pored centralno smještenog Isusa Krista. 
Podatci o kiparskim radovima u crkvi vrlo su oskudni. Na kipu sv. Antuna Padovanskog zabilježen je potpis autora, što je pomoglo da se sačuvani kipovi atribuiraju Josipu Kaplanu, jednom od kipara firme Kaplan. U crkvi je sačuvano osam kipova.
S desne strane, gledano od ulaza, je visoki zvonik sa satom, a iznad vrata je velika mramorna rozeta. Dva zvona za crkvu su urađena u ljevaonici u Innsbrucku. Na prozorima je urađena izmjena stakala. Nova stakla su u žutoj i bijeloj boji, tako da je bijeli križ u žutoj podlozi.

## Vanjske povezice
- Zvanična stranica komisije nacionalnih spomenika Bosne i Hercegovine  Arhivirana inačica izvorne stranice od 7. ožujka 2012. (Wayback Machine)